# Banat
Banat (srbsko Banat, madžarsko Bánság, romunsko Banat) je geografska in zgodovinska pokrajina v Srednji Evropi, ki je od leta 1919 upravno razdeljena med tri države Srbijo oziroma njeno avtonomno pokrajino Vojvodino, Romunijo in Madžarsko. Geografsko območje Banata se razteza od reke Tise v Panonski nižini pa do gorovja Karpatov. V južnem delu Banata je peščena puščava, ki se (srbsko) imenuje Deliblatska peščara. 
Območje Banata je narodnostno zelo mešano, to pokrajino poseljujejo Srbi, Romuni, Madžari, Romi, Nemci, Krašovani, Ukrajinci, Banatski Bolgari, Slovaki, Čehi, Hrvati, Slovenci in druge narodnosti.  
Največje mesto v Banatu je Zrenjanin, ki je upravno središče Srednjebanatskega upravnega okraja. Druga večja mesta so Pančevo (središče Južnobanatskega upravnega okraja), Kikinda na severu (središče Severnobanatskega upravnega okraja, ki se ozemeljsko razprostira tudi zahodno od reke Tiso v pokrajino Bačko), Vršac na skrajnem vzhodu, Kovin, Novi Bečej, Bela Crkva, Banatski Karlovac, Alibunar, Banatsko Novo Selo, Plandište, Kovačica, Žitište, itd. 